# Egil Fossum
Egil Fossum (* 1951 in Norwegen) ist ein norwegischer Gospelmusiker, Komponist, bis 2013 Chorleiter von Chorlight und Gründer des Festivalreihe GoGospel.

## Leben
Fossum zog Mitte der 1980er Jahre nach Deutschland. Nachdem er bereits in seiner Heimat Norwegen als Gospel-Musikproduzent tätig war, prägte er in Deutschland maßgeblich die Szene. So veranstaltete er 1995 das erste Gospelevent GoGospel, das zu einer Festivalreihe mit Teilnehmerzahlen bis zu 2000 Sängerinnen und Sängern heranwuchs.
In Rudersberg ansässig, gründete er 1986 dort den Gospelchor Chorlight, der durch zahlreiche Konzerte und Musikproduktionen sowie Wohltätigkeitsaktionen in Zusammenarbeit mit prominenten Sportlern wie Giovane Élber und Fredi Bobic bundesweit bekannt wurde. Von 2003 bis 2009 wurde Fossum europaweit als Leiter des ProChrist-Chores der gleichnamigen Broadcast-Evangelisationreihe bekannt. In diesem Rahmen erfolgte 2009 auch die Uraufführung Fossums Kyrie für Winnenden, ein Werk in Gedenken an die Opfer des Amoklaufs in der Rudersberg benachbarten Stadt und dem Wohnort einiger Sänger seiner Chöre Winnenden. Ebenso schrieb er 2009 das ProChrist-Mottolied Staunen.
Egil Fossum ist verheiratet mit Musikerin Hanne Fossum, mit der er unter anderem christliche Kindermusicals gemeinsam produzierte. Ende 2012 zog Fossum zurück nach Norwegen, wo er von 2011 bis 2015 den Nordstrand Musikkselskaps Kor dirigierte. Seit 2019 ist er Dirigent des Chores Choriaaros.

## Veröffentlichungen

### Diskografie
Chorlight
- Zündstoff. (Pila Music, 1991)
- Hosianna, Vol. 1: Lasst uns singen. (Pila Music, 1992)
- Hosianna, Vol. 2: Kommt und feiert. (Pila Music, 1993)
- Gospel Celebration. (Pila Music, 1994)
- Gloria. Gospelmesse. (Kreuz Plus – Musik, 1999)
- Gospel Roots. Black Meets White. (Asaph Musik, 2000)
- Christmas Roots. (Asaph Musik, 2001)
- Essential Roots. (Compilation; Asaph Musik, 2002)

GoGospel Mass Choir
- GoGospel Live 1997. (Asaph Musik, 1997)
- GoGospel Live 1999. (Asaph Musik, 1999)
- GoGospel At Expo 2000. (GoGospel Records, 2000)
- GoGospel Live 2003. (Hänssler Music, 2003)
- Gospel Fever. (Hänssler Music, 2008)

### Videos
ProChrist 2003
- Unglaublich – Das Leben ist einmalig.
- Unglaublich – Gott schreibt Liebesbriefe.
- Unglaublich – Wozu Menschen fähig sind.
- Unglaublich – Ein Neuanfang ist möglich.
- Unglaublich – Was Menschen alles glauben.
- Unglaublich – Gott geht zu Boden.
- Unglaublich – Worte wirken Wunder.
- Unglaublich – Die Angst wird entmachtet.

ProChrist 2006
- Das fängt gut an! – Wie ein Zweifler das Staunen lernt.
- Tsunami, Terror, Tod – und wo ist Gott?.
- Hauptsache gesund! – Wer stillt unsere Sehnsucht nach Heilung?.
- Auf Leben programmiert – Wer kennt die Zehn Gebote?.
- Himmel oder Hölle, auslöschen oder Wiedergeburt – Was kommt nach dem Tod?.
- Haste was, dann biste was – Was bin ich eigentlich wert?.
- Sicher ist nicht mehr sicher – Was hilft gegen die Angst?.
- Geliebt, begabt, gebraucht – Das Leben macht Sinn.

ProChrist 2009
- Gewagt: Wem kann ich noch glauben?.
- Eingeladen: Verpassen wir das Beste?.
- Ersehnt: Kann man Gott beweisen?.
- Durchkreuzt: Wie kann Gott das zulassen?.
- Erlebt: Kann das Unmögliche geschehen?.
- Überrascht: Wie kann das Leben neu beginnen?.
- Umgekehrt: Wieviel Veränderung darf sein?.
- Verbunden: Welche Beziehungen sind lebenswichtig?.

### Notenausgaben
- Egil Fossum (Hrsg.): Sing The Gospel. (GoGospel, Rudersberg)
- Egil Fossum (Hrsg.): Unglaublich. Gospels, Pop-Songs, Mitsing-Hits: 32 Chorsätze. Gerth Medien Musikverlag, Asslar 2002, ISBN 3-89615-322-6 / Hänssler-Verlag, Holzerglingen 2002, ISBN 3-7751-3989-3
- Egil Fossum & Hans-Werner Scharnowski (Hrsg.): Zweifeln, staunen. ProChrist Liederbuch. Hit 'n' Run Publishing, Rudersberg 2005
- Egil Fossum & Hans-Werner Scharnowski (Hrsg.): Lieder zum Staunen. Neue Songs für Pop-, Gospel-, Gemeinde- und Projektchöre. Haenssler-Verlag, Holzgerlingen 2009, ISBN 978-3-7751-5029-3.